# Via Traiana

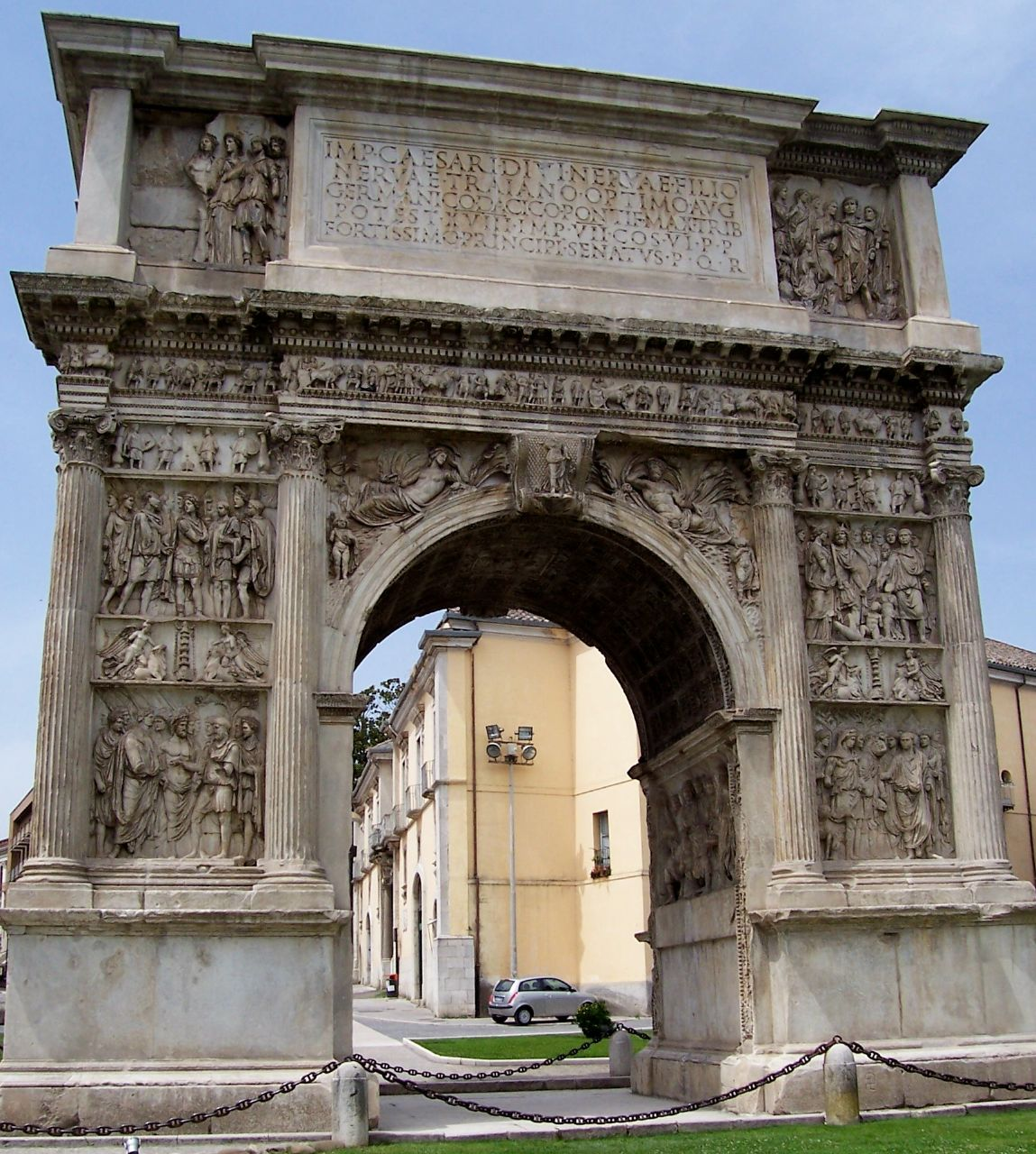
De Boog van Trajanus

De Via Traiana was een oude Romeinse weg. De weg werd in 109 n.Chr. gebouwd door keizer Trajanus als uitbreiding van de Via Appia naar Beneventum (Benevento), en verbond Brindisi met Rome door een kortere route (via Canusium (Canosa di Puglia) en Butuntum). 

Ter nagedachtenis aan de bouw van de Via Traiana werd de Boog van Trajanus in Beneventum opgericht.

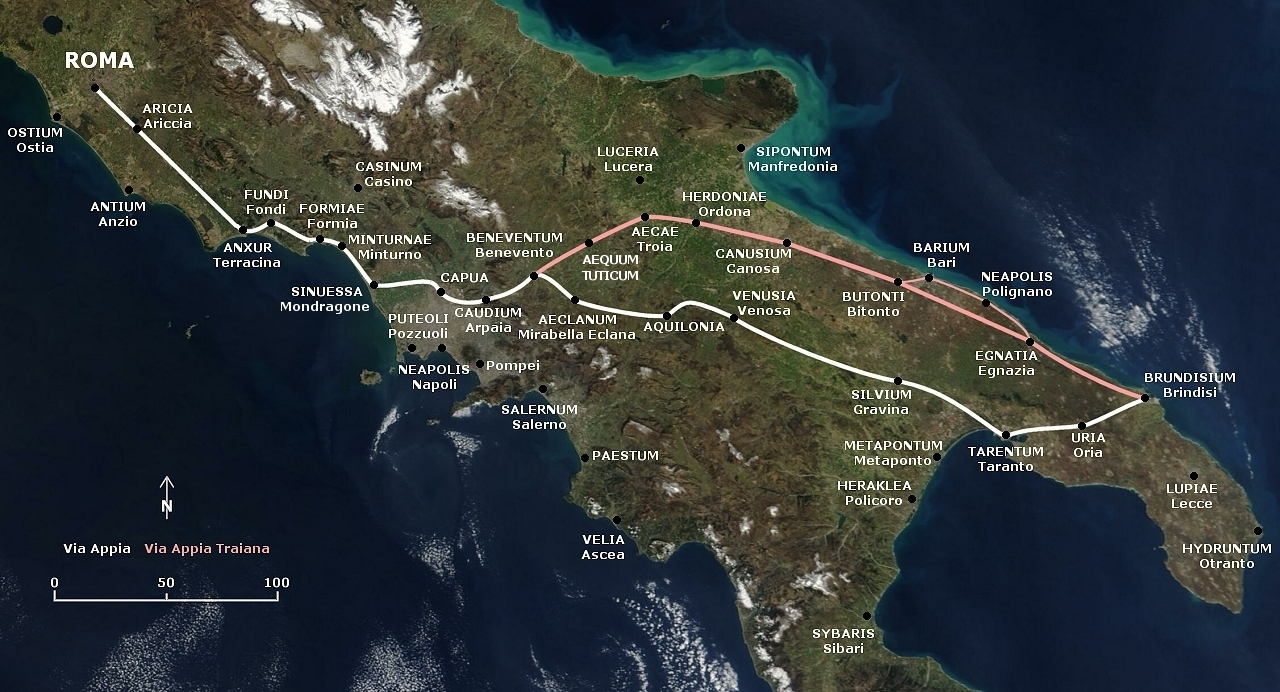
Traject van de Via Appia (wit) en de Via Traiana (rood)